# Lijst van voetbalinterlands Brazilië - Nieuw-Zeeland
Deze lijst van voetbalinterlands is een overzicht van alle officiële voetbalwedstrijden tussen de nationale teams van Brazilië en Nieuw-Zeeland. De landen hebben tot op heden drie keer tegen elkaar gespeeld. Dat eerste keer was een wedstrijd tijdens de groepsfase van het Wereldkampioenschap voetbal 1982 op 23 juni 1982 in Sevilla (Spanje). Het laatste duel was een vriendschappelijke interland op 4 juni 2006 in Genève (Zwitserland).

## Wedstrijden
| № | Plaats      | Datum        | Competitie                   | Wedstrijd                | Uitslag |
| - | ----------- | ------------ | ---------------------------- | ------------------------ | ------- |
| 1 | Sevilla     | 23 juni 1982 | WK 1982                      | Brazilië − Nieuw-Zeeland | 4 − 0   |
| 2 | Guadalajara | 30 juli 1999 | FIFA Confederations Cup 1999 | Nieuw-Zeeland − Brazilië | 0 − 2   |
| 3 | Genève      | 4 juni 2006  | Vriendschappelijk            | Brazilië − Nieuw-Zeeland | 4 − 0   |

## Samenvatting
| Competitie              | Totaal gespeeld | Winst Brazilië | Gelijk | Winst Nieuw-Zeeland | Doelsaldo Brazilië – Nieuw-Zeeland |
| ----------------------- | --------------- | -------------- | ------ | ------------------- | ---------------------------------- |
| WK-eindronde            | 1               | 1              | 0      | 0                   | 4 − 0                              |
| FIFA Confederations Cup | 1               | 1              | 0      | 0                   | 2 − 0                              |
| Vriendschappelijk       | 1               | 1              | 0      | 0                   | 4 − 0                              |
| Totaal                  | 3               | 3              | 0      | 0                   | 10 − 0                             |

Wedstrijden bepaald door strafschoppen worden, in lijn met de FIFA, als een gelijkspel gerekend.